# کامل ماکوئی
کامل ماکوئی از سیاستمداران ایرانی بود، که در دوره‌های  دوازدهم و  سیزدهم بعنوان نماینده خوی، سلماس و ماکو در مجلس شورای ملی حضور داشت.